# Escudo de Degaña

El escudo del concejo asturiano de Degaña es de los pocos de Asturias que tiene sanción legal, ya que fue aprobado por el ayuntamiento en 1984.

## Características
En el escudo se hizo poniendo las armas de las principales familias del concejo y el ayuntamiento decidió añadir dos cuarteles más, con unos motivos de tipo rural, que indicaran las principales riquezas que tiene este concejo. El diseño fue dictado favorable por la Real Academia de la Historia en 1984, pero cambiando los colores que violaban la Ley de la Heráldica, ya que esta prohíbe poner color sobre color.

## Descripción
El escudo de Degaña es: 
Cuarteado en cruz.
- El primer cuartel: jaquelado de quince piezas. Son las armas de Quiñones que son las mismas que la de la familia Álvarez de los Asturias.

- El segundo cuartel: tres fajas de sinople la central con tres flores de lis. Bordadura de racimos de uvas con sus hojas. Estas son las armas de la familia Queipo de Llano.

- El Tercer cuartel: una vaca. Esta fue puesta por el ayuntamiento y representa la principal riqueza del concejo que es la ganadería.

- El cuarto cuartel: pico y pala en aspa. Es la versión local del emblema de la minería que normalmente es de otra manera ya que es un mazo y un martillo, no pico y pala como está representado en este escudo.

Al timbre corona real cerrada. 
- Datos: Q5412198